# Thunder in the East
Thunder in the East és el 5è àlbum d'estudi del grup de música heavy metal japonès Loudness i el primer d'estudi cantant en anglès incloent-hi l'èxit "Crazy Nights", el seu major èxit a Amèrica. I la balada "Never Change Your Mind."

## Cançons
1. Crazy Nights (4:04)
2. Like Hell (3:44)
3. Heavy Chains (4:18)
4. Get Away (3:53)
5. We Could Be Together (4:35)
6. Run For Your Life (3:59)
7. Clockwork Toy (3:55)
8. No Way Out (4:01)
9. The Lines Are Down (4:57)
10. Never Change Your Mind (4:09)

## Personal
Integrants del grup
- Minoru Niihara - cantant
- Akira Takasaki - guitarra
- Masayoshi Yamashita - baix
- Munetaka Higuchi - bateria

Producció
- Max Norman - productor
- Bill Freesh - enginyer
- Bernie Grundman - mastering